# Capela de Santo António (Argoncilhe)

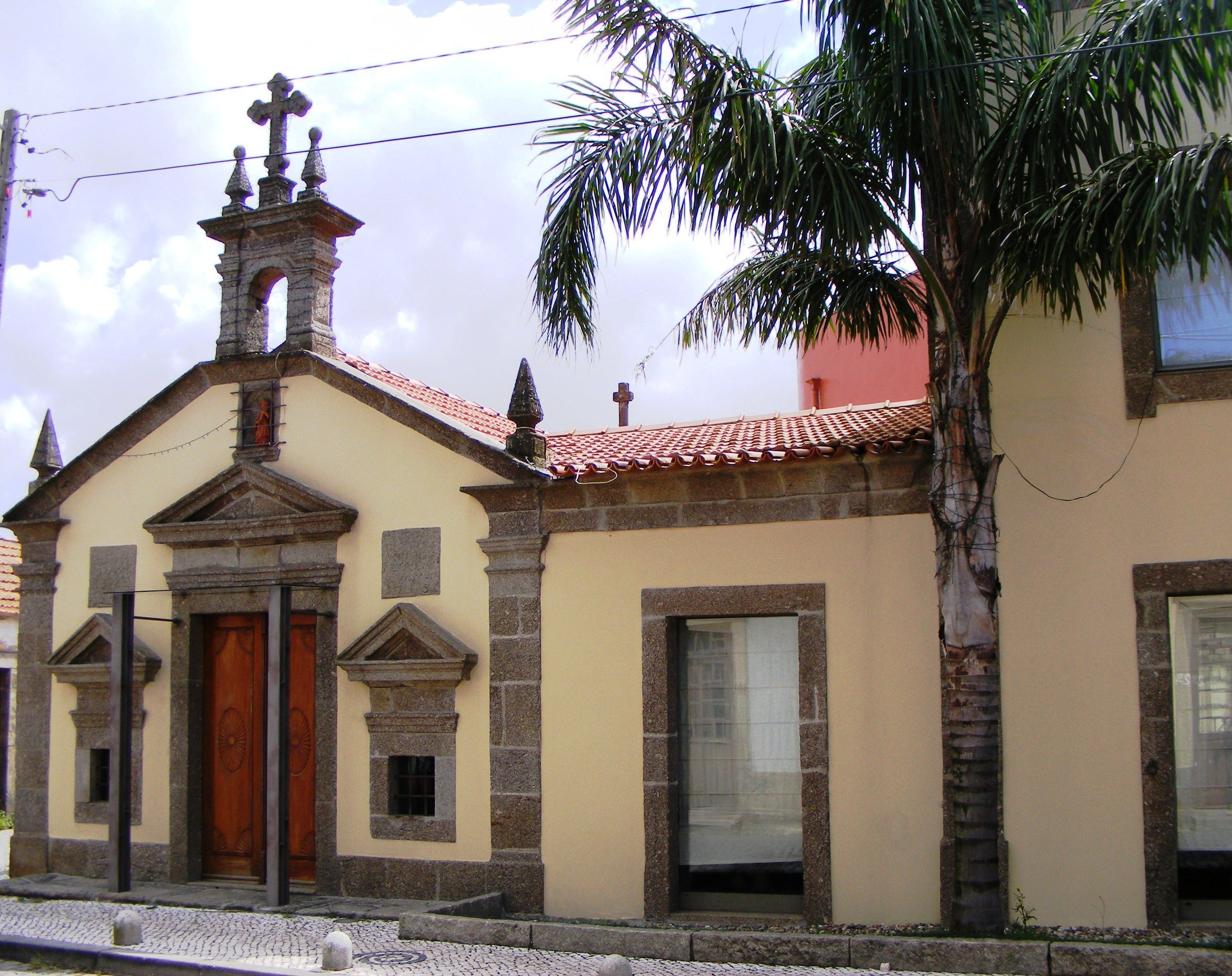
Capela de Santo António.

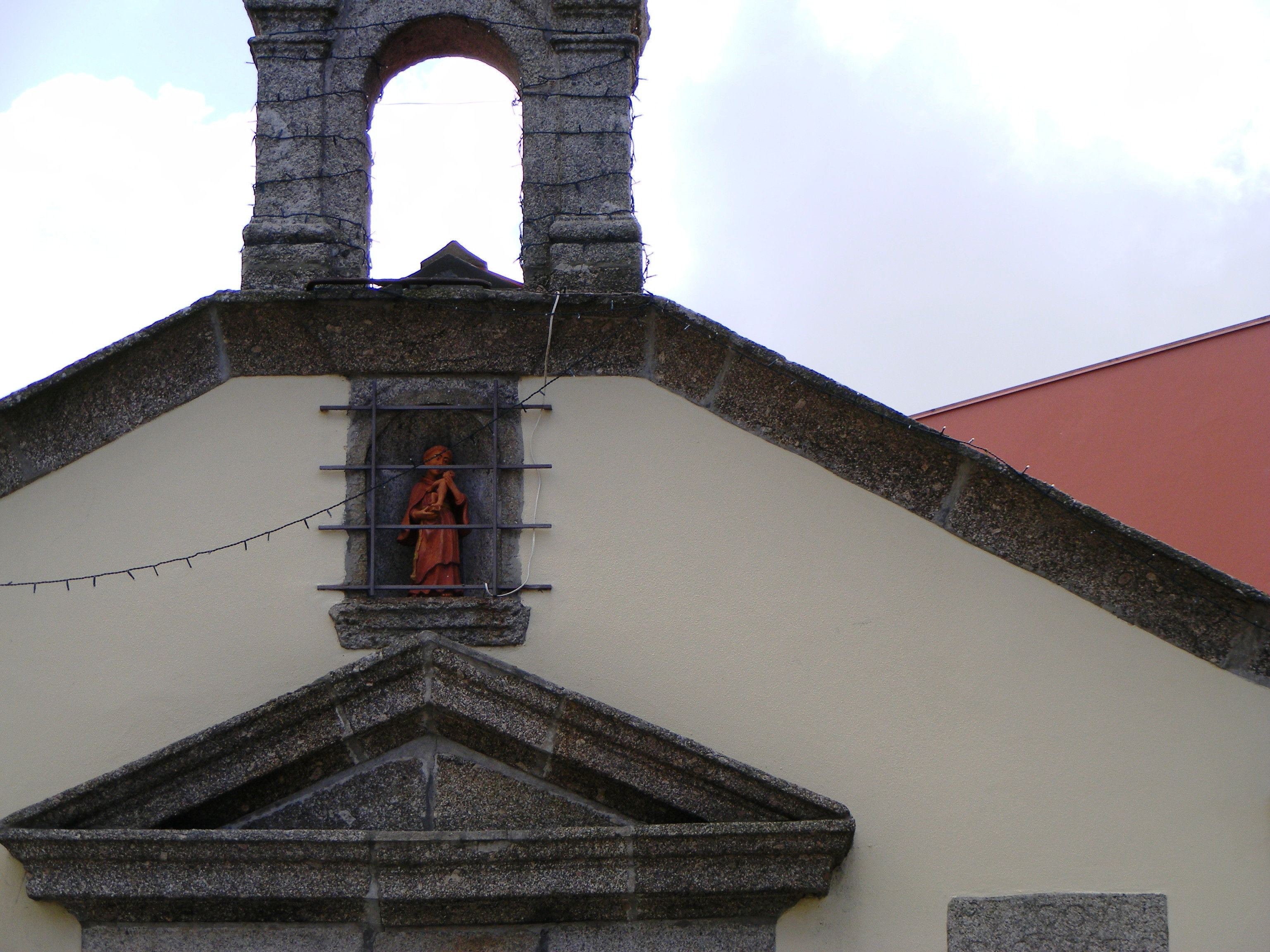
Capela de Santo António: nicho.

A Capela de Santo António localiza-se no lugar da Ribeira da Venda, na zona alta da freguesia de Argoncilhe, Município de Santa Maria da Feira, Distrito de Aveiro, em Portugal.

## História
Foi erguida em 1715, ligada à casa senhorial a que então pertencia.
Nos nossos dias o conjunto foi restaurado e ampliado, sendo a antiga casa requalificada como restaurante e preservando-se a capela.

## Características
A casa apresenta planta retangular, com as dimensões de cerca de quatro vezes o tamanho da capela.  Esta, em estilo barroco, apresenta a frontaria cingida por cunhais apilastrados, culminando em empena triangular truncada pela sineira. O portal e as duas janelas que o ladeiam apresentam vãos rectangulares e as três aberturas são igualmente encimadas de saliente frontão triangular. Na prumada dos cunhais e sobre as extremidades da cornija que remata a sineira erguem-se pináculos. Destacam-se ainda as lajes graníticas inseridas no pano principal axialmente às janelas, com inscrições primitivas.
No seu interior quebra a monotonia rectangular da pequena nave, um púlpito de mísula granítica de guarda de madeira.